# Cheile Grădiștei

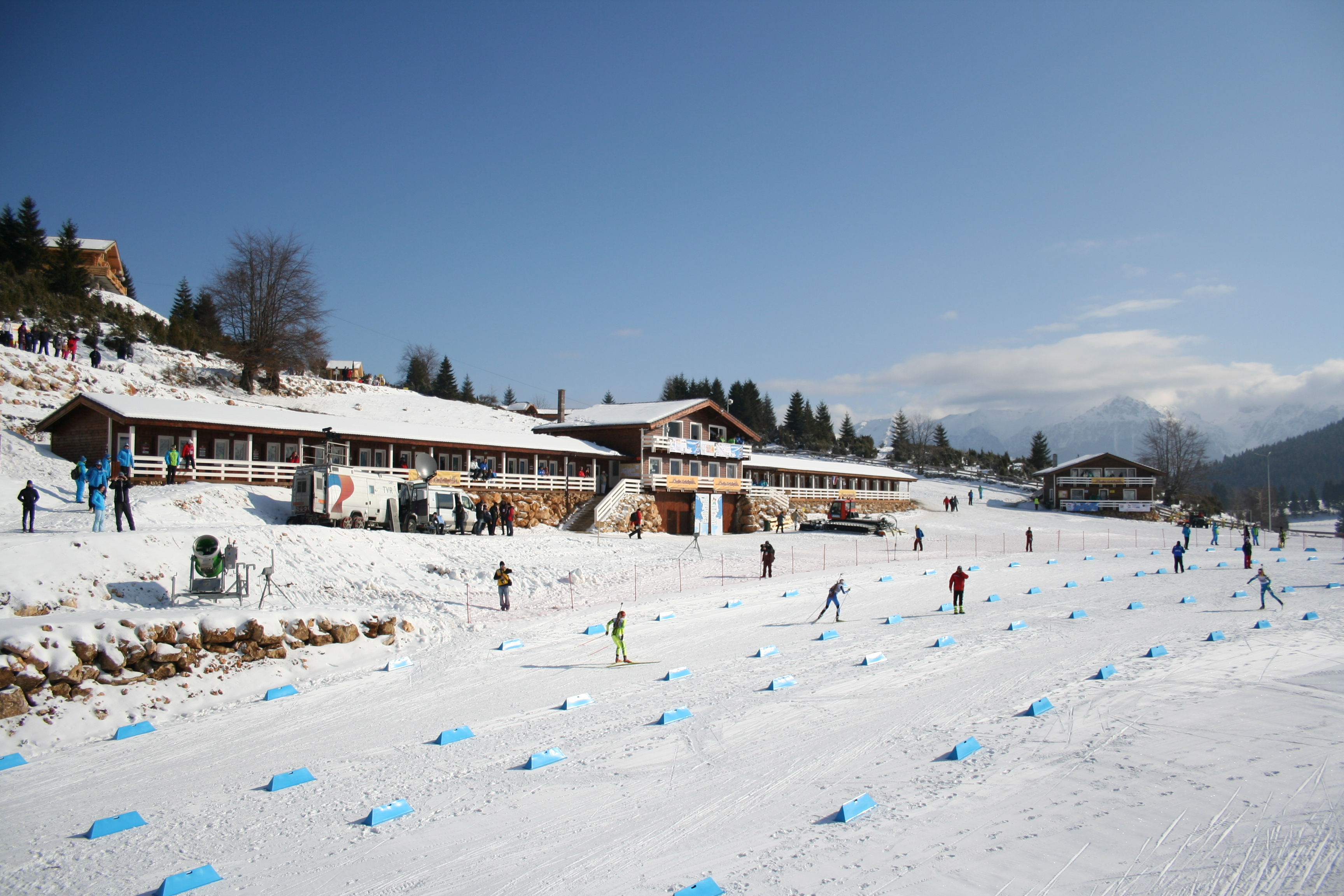
Biathlon-Wettkämpfe während des Europäischen Olympisches Winter-Jugendfestivals 2013 in Cheile Grădiștei

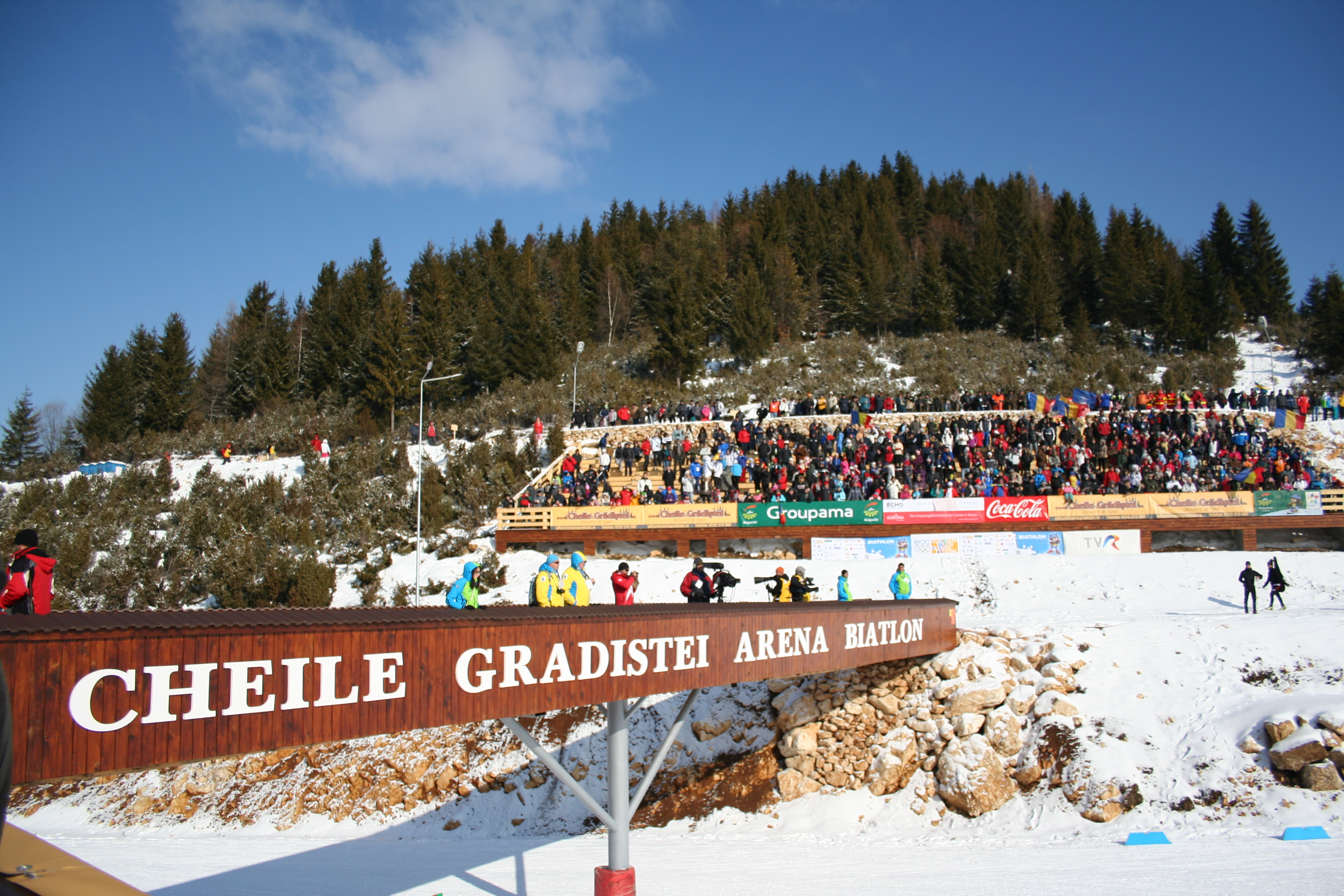
Zuschauertribüne der Anlage

Cheile Grădiștei ist ein auf Sport ausgerichtetes Resort in Rumänien. Es liegt im Mittelgebirge gut 30 km südwestlich von Brașov auf etwa 1288 m. International bekannt ist es vor allem durch die Ausrichtung hochrangiger Biathlon-Wettkämpfe.

## Lage
Das Resort liegt auf einem Gipfelplateau oberhalb des Grădiștea-Tals. Die Zugangsstraße beginnt im Ortsteil Cheia der Gemeinde Moieciu, das Resort selbst liegt jedoch auf dem Gebiet der Gemeinde Fundata. Die Sportanlagen umfassen unter anderem Fußball- und Tennisplätze sowie Mountainbike-Trails, insbesondere aber auch ein Biathlonstadion.

## Ausrichtung von Sportereignissen
Das in den 2000er Jahren gegründete Resort richtete in der Vergangenheit mehrere internationale Biathlon-Wettkämpfe aus.
- Europäisches Olympisches Winter-Jugendfestival 2013 (Biathlon)
- Sommerbiathlon-Weltmeisterschaften 2015
- Biathlon-Juniorenweltmeisterschaften 2016
- Wintertriathlon-Weltmeisterschaften 2018

Im Mai 2024 fanden die Mountainbike-Europameisterschaften im Cross-Country dort statt.